# Гертруда од Аустрије
Гертруда Бабенберг или Гертруда од Аустрије (немачки: Gertrud von Babenberg; * 1210/1215, † 1241) из династије Бабенберг, била је грофица од Тирингије.

## Живот
Била је ћерка аустријског војводе Леополда VI Бабенберга (1176 – 1230) и његове жене, византијске принцезе Теодоре Анђел (1180/1185 – 1246). Била је сестра аустријског војводе Фридриха II Бабенберга и Маргарете Бабенберг, удата 1225. године, за немачког престолонаследника Хајнриха VII, а 1246. за чешког краља Отакара II.
Године 1238. Гертруда се удала за Хајнриха IV Распа (1204 – 1247) из породице Лудовинга, ландгрофа од Тирингије, који је од 1246. године, био антиромано-немачки краљ. Она му је друга жена. Брак је без деце. После три године, Гертруда је умрла.